# Валявка (річка)
Валявка, Валява — річка в Україні, у Кіцманському  районі Чернівецької області, ліва притока Совиці (басейн Дунаю).

## Опис
Довжина річки приблизно 9 км. Формується з багатьох безіменних струмків.

## Розташування
Бере початок на північному сході від гори Діброва. Тече переважно на південний захід через Валяву і у Витилівці впадає у річку Совицю, ліву притоку Пруту.